# Negotinthia myrmosaeformis
Negotinthia myrmosaeformis is een vlinder uit de familie wespvlinders (Sesiidae), onderfamilie Tinthiinae.
Negotinthia myrmosaeformis is voor het eerst wetenschappelijk beschreven door Herrich-Schäffer in 1846. De soort komt voor in het Palearctisch gebied.